# Goniophlebium formosanum
Goniophlebium formosanum är en stensöteväxtart som först beskrevs av Bak., och fick sitt nu gällande namn av Rödl-linder. Goniophlebium formosanum ingår i släktet Goniophlebium och familjen Polypodiaceae. Inga underarter finns listade.